# 3. Liga 2021-22
La temporada 2021-22 de la 3. Liga correspondió a la 14.ª edición de la Tercera División de Alemania. La fase regular comenzó a disputarse el 24 de julio de 2021 y terminó el 14 de mayo de 2022.

## Sistema de competición
Participaron en la 3. Liga 20 clubes que, siguiendo un calendario establecido por sorteo, se enfrentaron entre sí en dos partidos, uno en terreno propio y otro en campo contrario. El ganador de cada partido obtuvo tres puntos, el empate otorgó un punto y la derrota, cero puntos.
El torneo se disputó entre los meses de julio de 2021 y mayo de 2022. Al término de la temporada, los dos primeros clasificados ascendieron a la 2. Bundesliga, y el tercer clasificado disputó su ascenso con el antepenúltimo clasificado de la 2. Bundesliga. Los cuatro últimos descendieron a la Regionalliga.

## Relevo anual de clubes
| Pos  | Descendidos de la 2. Bundesliga |
| ---- | ------------------------------- |
| 16.° | Osnabrück                       |
| 17.° | Eintracht Brunswick             |
| 18.° | Wurzburgo Kickers               |

| Pos | Ascendidos de la 3. Liga |
| --- | ------------------------ |
| 1.° | Dinamo Dresde            |
| 2.° | Hansa Rostock            |
| 3.° | Ingolstadt 04            |

| Pos  | Descendidos de la 3. Liga |
| ---- | ------------------------- |
| 16.° | Uerdingen                 |
| 18.° | Bayern Múnich II          |
| 19.° | Lübeck                    |
| 20.° | Unterhaching              |

| Pos     | Ascendidos de la Regionalliga |
| ------- | ----------------------------- |
| Südwest | Friburgo II                   |
| Nordost | Viktoria Berlín               |
| West    | Borussia Dortmund II          |
| Prom.   | Havelse                       |

## Clubes participantes
| Club                    | Ciudad         | Estadio                               | Aforo         |
| ----------------------- | -------------- | ------------------------------------- | ------------- |
| 1. FC Kaiserslautern    | Kaiserslautern | Fritz-Walter-Stadion                  | 49 780        |
| Borussia Dortmund II    | Dortmund       | Stadion Rote Erde                     | 10 000        |
| Hallescher FC           | Halle          | Erdgas Sportpark                      | 15 057        |
| FC Saarbrücken          | Saarbrücken    | Ludwigsparkstadion                    | 16 003        |
| FC Viktoria 1889 Berlín | Berlín         | Friedrich-Ludwig-Jahn-Sportpark       | 19 700        |
| TSV 1860 Múnich         | Múnich         | Grünwalder Stadion                    | 15 000        |
| Eintracht Brunswick     | Brunswick      | Eintracht-Stadion                     | 25 540        |
| Friburgo II             | Friburgo       | Dreisamstadion                        | 24 000        |
| 1. FC Magdeburgo        | Magdeburgo     | MDCC-Arena                            | 27 250        |
| MSV Duisburgo           | Duisburgo      | Schauinsland-Reisen-Arena             | 31 514        |
| Türkgücü Múnich         | Múnich         | Olímpico de Múnich Grünwalder Stadion | 69 250 15 000 |
| TSV Havelse             | Garbsen        | HDI-Arena                             | 19 700        |
| SV Meppen               | Meppen         | Hänsch-Arena                          | 16 500        |
| SC Verl                 | Verl           | FRIMO Stadion                         | 10 059        |
| Viktoria Colonia        | Colonia        | Sportpark Höhenberg                   | 10 001        |
| VfL Osnabrück           | Osnabrück      | Stadion an der Bremer Brücke          | 16 667        |
| Waldhof Mannheim        | Mannheim       | Carl-Benz-Stadion                     | 25 667        |
| SV Wehen Wiesbaden      | Wiesbaden      | BRITA-Arena                           | 12 250        |
| Wurzburgo Kickers       | Wurzburgo      | Flyeralarm-Arena                      | 14 500        |
| FSV Zwickau             | Zwickau        | GGZ-Arena                             | 10 134        |

1. ↑  Viktoria 1889 Berlín hacía de local en el Stadion Lichterfelde en la ciudad de Berlín, pero no cumplía con los requisitos establecidos por la 3. Liga, por tanto el Viktoria 1889 Berlín jugó sus partidos en el Friedrich-Ludwig-Jahn-Sportpark.[3]
2. ↑  TSV Havelse hacía de local en el Wilhelm-Langrehr-Stadion en la ciudad de Garbsen, pero no cumplía con los requisitos establecidos por la 3. Liga, por tanto el TSV Havelse jugó sus partidos en el HDI-Arena de la ciudad de Hannover.[4]
3. ↑  SC Verl hacía de local en el Sportclub Arena en la ciudad de Verl, pero no cumplía con los requisitos establecidos por la 3. Liga, por tanto el SC Verl jugó sus partidos en casa en el FRIMO Stadion de Lotte.[5]

### Equipos por estados federados
| Región                      | N.º | Equipos                                                  |
| --------------------------- | --- | -------------------------------------------------------- |
| Renania del Norte-Westfalia | 4   | Borussia Dortmund II, Duisburgo, Viktoria Colonia y Verl |
| Baja Sajonia                | 4   | Eintracht Brunswick, Havelse, Osnabrück y Meppen         |
| Baviera                     | 3   | 1860 Múnich, Türkgücü Múnich y Wurzburgo Kickers         |
| Baden-Württemberg           | 2   | Friburgo II y Waldhof Mannheim                           |
| Sajonia-Anhalt              | 2   | Hallescher y Magdeburgo                                  |
| Berlín                      | 1   | Viktoria Berlín                                          |
| Hesse                       | 1   | Wehen Wiesbaden                                          |
| Renania-Palatinado          | 1   | Kaiserslautern                                           |
| Sajonia                     | 1   | Zwickau                                                  |
| Sarre                       | 1   | Saarbrücken                                              |

## Clasificación
| Pos. | Equipo                  | Pts. | PJ | G  | E  | P  | GF | GC | Dif. | Clasificación 2022-23                |
| ---- | ----------------------- | ---- | -- | -- | -- | -- | -- | -- | ---- | ------------------------------------ |
| 1    | Magdeburgo (C, A)       | 78   | 36 | 24 | 6  | 6  | 83 | 39 | +44  | Asciende a 2. Bundesliga             |
| 2    | Eintracht Brunswick (A) | 64   | 36 | 18 | 10 | 8  | 61 | 36 | +25  | Asciende a 2. Bundesliga             |
| 3    | Kaiserslautern (O, A)   | 63   | 36 | 18 | 9  | 9  | 56 | 27 | +29  | Promoción de ascenso a 2. Bundesliga |
| 4    | 1860 Múnich             | 61   | 36 | 17 | 10 | 9  | 67 | 50 | +17  |                                      |
| 5    | Waldhof Mannheim        | 60   | 36 | 16 | 12 | 8  | 58 | 40 | +18  |                                      |
| 6    | Osnabrück               | 58   | 36 | 16 | 10 | 10 | 56 | 48 | +8   |                                      |
| 7    | Saarbrücken             | 53   | 36 | 14 | 11 | 11 | 50 | 44 | +6   |                                      |
| 8    | Wehen Wiesbaden         | 51   | 36 | 14 | 9  | 13 | 49 | 44 | +5   |                                      |
| 9    | Borussia Dortmund II    | 49   | 36 | 14 | 7  | 15 | 51 | 48 | +3   |                                      |
| 10   | Zwickau                 | 47   | 36 | 11 | 14 | 11 | 46 | 44 | +2   |                                      |
| 11   | Friburgo II             | 47   | 36 | 12 | 11 | 13 | 34 | 42 | −8   |                                      |
| 12   | Meppen                  | 47   | 36 | 13 | 8  | 15 | 47 | 60 | −13  |                                      |
| 13   | Viktoria Colonia        | 45   | 36 | 12 | 9  | 15 | 39 | 52 | −13  |                                      |
| 14   | Hallescher              | 43   | 36 | 10 | 13 | 13 | 46 | 48 | −2   |                                      |
| 15   | Duisburgo               | 42   | 36 | 13 | 3  | 20 | 46 | 71 | −25  |                                      |
| 16   | Verl                    | 40   | 36 | 10 | 10 | 16 | 56 | 66 | −10  |                                      |
| 17   | Viktoria Berlín (D)     | 37   | 36 | 10 | 7  | 19 | 44 | 62 | −18  | Desciende a Regionalliga             |
| 18   | Wurzburgo Kickers (D)   | 30   | 36 | 7  | 9  | 20 | 34 | 59 | −25  | Desciende a Regionalliga             |
| 19   | Havelse (D)             | 23   | 36 | 5  | 8  | 23 | 28 | 71 | −43  | Desciende a Regionalliga             |
| 20   | Türkgücü Múnich (D)     | 0    | 0  | 0  | 0  | 0  | 0  | 0  | 0    | Desciende a Regionalliga             |

 Fuente: Soccerway
Criterios de clasificación: 1) Puntos; 2) Diferencia de goles; 3) Goles marcados
Notas:
1. 1 2  Los equipos filiales no son elegibles para el ascenso.
2. ↑  Türkgücü Múnich fue sancionado con la reducción de 11 puntos debido a un proceso de insolvencia.[6] El 24 de marzo de 2022, después de la Jornada 31, Türkgücü Múnich cesó sus operaciones por problemas económicos. Todos los resultados registrados hasta esa fecha fueron anulados.[7]

## Evolución de las posiciones
- Actualizado el 14 de mayo de 2022.

| Jornada / Equipo | 1  | 2  | 3  | 4  | 5  | 6  | 7  | 8  | 9  | 10 | 11 | 12 | 13 | 14 | 15 | 16 | 17 | 18 | 19 | 20 | 21 | 22 | 23 | 24 | 25 | 26 | 27 | 28 | 29 | 30 | 31 | 32 | 33 | 34 | 35 | 36 | 37 | 38 |
| Jornada / Equipo |    |    |    |    |    |    |    |    |    |    |    |    |    |    |    |    |    |    |    |    |    |    |    |    |    |    |    |    |    |    |    |    |    |    |    |    |    |    |
| ---------------- | -- | -- | -- | -- | -- | -- | -- | -- | -- | -- | -- | -- | -- | -- | -- | -- | -- | -- | -- | -- | -- | -- | -- | -- | -- | -- | -- | -- | -- | -- | -- | -- | -- | -- | -- | -- | -- | -- |
| Magdeburgo       | 2  | 3  | 3  | 1  | 3  | 2  | 1  | 1  | 1  | 1  | 1  | 1  | 1  | 1  | 1  | 1  | 1  | 1  | 1  | 1  | 1  | 1  | 1  | 1  | 1  | 1  | 1  | 1  | 1  | 1  | 1  | 1  | 1  | 1  | 1  | 1  | 1  | 1  |
| Brunswick        | 7  | 17 | 10 | 9  | 4  | 4  | 7  | 7  | 9  | 8  | 8  | 4  | 2  | 4  | 4  | 4  | 7  | 2  | 2  | 2  | 3  | 3  | 4  | 3  | 4  | 4  | 3  | 3  | 3  | 4  | 4  | 3  | 3  | 3  | 3  | 2  | 2  | 2  |
| Kaiserslautern   | 9  | 15 | 19 | 15 | 16 | 15 | 15 | 16 | 16 | 12 | 10 | 7  | 7  | 11 | 6  | 5  | 6  | 6  | 6  | 6  | 2  | 2  | 3  | 2  | 2  | 2  | 2  | 2  | 2  | 2  | 2  | 2  | 2  | 2  | 2  | 3  | 3  | 3  |
| 1860 Múnich      | 5  | 5  | 6  | 13 | 10 | 11 | 11 | 12 | 13 | 13 | 13 | 15 | 16 | 13 | 15 | 12 | 9  | 12 | 10 | 10 | 9  | 9  | 10 | 8  | 9  | 9  | 10 | 10 | 5  | 5  | 7  | 5  | 4  | 5  | 4  | 4  | 4  | 4  |
| Waldhof          | 20 | 16 | 15 | 12 | 8  | 12 | 6  | 6  | 5  | 6  | 3  | 6  | 5  | 3  | 5  | 6  | 4  | 3  | 3  | 4  | 5  | 4  | 6  | 6  | 6  | 6  | 4  | 5  | 6  | 6  | 5  | 6  | 7  | 7  | 6  | 5  | 6  | 5  |
| Osnabrück        | 14 | 7  | 13 | 14 | 11 | 8  | 5  | 3  | 3  | 4  | 7  | 5  | 4  | 2  | 2  | 2  | 3  | 7  | 7  | 9  | 8  | 8  | 7  | 7  | 5  | 5  | 6  | 6  | 7  | 7  | 6  | 7  | 5  | 4  | 5  | 6  | 5  | 6  |
| Saarbrücken      | 6  | 8  | 5  | 5  | 5  | 5  | 9  | 9  | 6  | 7  | 6  | 3  | 3  | 6  | 9  | 7  | 5  | 4  | 4  | 5  | 6  | 5  | 2  | 4  | 3  | 3  | 5  | 4  | 4  | 3  | 3  | 4  | 6  | 6  | 7  | 7  | 7  | 7  |
| Wiesbaden        | 12 | 12 | 7  | 4  | 1  | 7  | 4  | 5  | 7  | 5  | 5  | 9  | 9  | 7  | 7  | 10 | 10 | 10 | 9  | 8  | 10 | 10 | 9  | 10 | 10 | 10 | 9  | 7  | 8  | 8  | 8  | 8  | 8  | 8  | 8  | 9  | 8  | 8  |
| Dortmund II      | 3  | 4  | 2  | 3  | 9  | 3  | 3  | 4  | 4  | 3  | 2  | 2  | 6  | 10 | 11 | 8  | 8  | 8  | 8  | 7  | 7  | 7  | 8  | 9  | 8  | 7  | 7  | 8  | 10 | 10 | 11 | 9  | 9  | 9  | 9  | 8  | 9  | 9  |
| Zwickau          | 16 | 14 | 14 | 17 | 17 | 17 | 17 | 18 | 17 | 17 | 16 | 13 | 13 | 14 | 16 | 13 | 14 | 15 | 13 | 13 | 13 | 13 | 12 | 12 | 12 | 12 | 13 | 14 | 14 | 15 | 14 | 12 | 10 | 10 | 10 | 11 | 11 | 10 |
| Friburgo II      | 8  | 11 | 16 | 18 | 15 | 16 | 16 | 15 | 14 | 16 | 15 | 16 | 15 | 17 | 13 | 14 | 11 | 9  | 11 | 12 | 12 | 11 | 11 | 11 | 11 | 11 | 11 | 11 | 9  | 9  | 9  | 10 | 11 | 11 | 11 | 10 | 10 | 11 |
| Meppen           | 19 | 9  | 9  | 7  | 13 | 9  | 10 | 13 | 15 | 15 | 12 | 14 | 11 | 9  | 3  | 3  | 2  | 5  | 5  | 3  | 4  | 6  | 5  | 5  | 7  | 8  | 8  | 9  | 11 | 11 | 10 | 11 | 12 | 12 | 12 | 12 | 12 | 12 |
| Viktoria Colonia | 15 | 13 | 18 | 19 | 19 | 18 | 18 | 17 | 19 | 18 | 18 | 18 | 18 | 16 | 12 | 15 | 13 | 14 | 15 | 15 | 16 | 14 | 13 | 13 | 13 | 13 | 12 | 12 | 13 | 12 | 12 | 13 | 13 | 14 | 14 | 14 | 14 | 13 |
| Hallescher       | 1  | 2  | 8  | 6  | 6  | 6  | 8  | 8  | 8  | 9  | 9  | 11 | 10 | 8  | 10 | 11 | 15 | 13 | 14 | 14 | 14 | 15 | 15 | 17 | 16 | 14 | 14 | 13 | 12 | 13 | 13 | 14 | 14 | 15 | 13 | 13 | 13 | 14 |
| Duisburgo        | 13 | 18 | 11 | 11 | 14 | 14 | 14 | 14 | 12 | 14 | 17 | 17 | 17 | 19 | 18 | 18 | 18 | 18 | 18 | 18 | 18 | 18 | 18 | 16 | 17 | 16 | 15 | 15 | 15 | 14 | 15 | 15 | 15 | 13 | 15 | 15 | 15 | 15 |
| Verl             | 11 | 6  | 4  | 8  | 12 | 13 | 13 | 11 | 11 | 11 | 14 | 12 | 14 | 15 | 17 | 17 | 17 | 17 | 17 | 17 | 15 | 16 | 16 | 15 | 15 | 17 | 17 | 17 | 17 | 18 | 17 | 17 | 17 | 17 | 17 | 17 | 16 | 16 |
| Viktoria Berlín  | 4  | 1  | 1  | 2  | 2  | 1  | 2  | 2  | 2  | 2  | 4  | 8  | 8  | 5  | 8  | 9  | 12 | 11 | 12 | 11 | 11 | 12 | 14 | 14 | 14 | 15 | 16 | 16 | 16 | 16 | 16 | 16 | 16 | 16 | 16 | 16 | 17 | 17 |
| Wurzburgo        | 18 | 20 | 17 | 16 | 18 | 19 | 19 | 19 | 18 | 19 | 19 | 19 | 19 | 18 | 19 | 19 | 19 | 19 | 19 | 19 | 19 | 19 | 19 | 19 | 20 | 20 | 18 | 18 | 18 | 17 | 18 | 18 | 18 | 18 | 18 | 18 | 18 | 18 |
| Havelse          | 17 | 19 | 20 | 20 | 20 | 20 | 20 | 20 | 20 | 20 | 20 | 20 | 20 | 20 | 20 | 20 | 20 | 20 | 20 | 20 | 20 | 20 | 20 | 20 | 19 | 19 | 19 | 19 | 19 | 19 | 19 | 19 | 19 | 19 | 19 | 19 | 19 | 19 |
| Türkgücü         | 10 | 10 | 12 | 10 | 7  | 10 | 12 | 10 | 10 | 10 | 11 | 10 | 12 | 12 | 14 | 16 | 16 | 16 | 16 | 16 | 17 | 17 | 17 | 18 | 18 | 18 | 20 | 20 | 20 | 20 | 20 | 20 | 20 | 20 | 20 | 20 | 20 | 20 |

| 1. 2. 3. 4. 5. 6. 7. 8. 9. 10. 11. 12. 13. 14. 15. 16. |

## Resultados
- Los horarios corresponden al huso horario de Alemania (Hora central europea): UTC+1 en horario estándar y UTC+2 en horario de verano.

### Primera vuelta
| Waldhof Mannheim | 0 - 2 | Magdeburgo           | Carl-Benz-Stadion               | 24 de julio  | 14:00 |
| Havelse          | 0 - 1 | Saarbrücken          | HDI-Arena                       | 24 de julio  | 14:00 |
| Kaiserslautern   | 0 - 0 | Eintracht Brunswick  | Fritz-Walter-Stadion            | 24 de julio  | 14:00 |
| Zwickau          | 1 - 2 | Borussia Dortmund II | GGZ-Arena                       | 24 de julio  | 14:00 |
| Hallescher       | 3 - 1 | Meppen               | Erdgas Sportpark                | 24 de julio  | 14:00 |
| 1860 Múnich      | 1 - 0 | Wurzburgo Kickers    | Grünwalder Stadion              | 24 de julio  | 14:00 |
| Viktoria Berlín  | 2 - 1 | Viktoria Colonia     | Friedrich-Ludwig-Jahn-Sportpark | 25 de julio  | 13:00 |
| Verl             | 0 - 0 | Türkgücü Múnich      | FRIMO Stadion                   | 25 de julio  | 14:00 |
| Friburgo II      | 0 - 0 | Wehen Wiesbaden      | Dreisamstadion                  | 26 de julio  | 19:00 |
| Osnabrück        | 0 - 1 | Duisburgo            | Bremer Brücke                   | 18 de agosto | 19:00 |

| Viktoria Colonia     | 1 - 1 | Zwickau          | Sportpark Höhenberg       | 31 de julio | 14:00 |
| Meppen               | 1 - 0 | Kaiserslautern   | Hänsch-Arena              | 31 de julio | 14:00 |
| Magdeburgo           | 0 - 0 | Friburgo II      | MDCC-Arena                | 31 de julio | 14:00 |
| Wehen Wiesbaden      | 0 - 0 | 1860 Múnich      | BRITA-Arena               | 31 de julio | 14:00 |
| Saarbrücken          | 1 - 2 | Osnabrück        | Ludwigsparkstadion        | 31 de julio | 14:00 |
| Borussia Dortmund II | 1 - 1 | Waldhof Mannheim | Stadion Rote Erde         | 31 de julio | 14:00 |
| Türkgücü Múnich      | 2 - 2 | Hallescher       | Grünwalder Stadion        | 1 de agosto | 13:00 |
| Eintracht Brunswick  | 0 - 4 | Viktoria Berlín  | Eintracht-Stadion         | 1 de agosto | 14:00 |
| Wurzburgo Kickers    | 0 - 1 | Verl             | Flyeralarm-Arena          | 2 de agosto | 19:00 |
| Duisburgo            | 3 - 0 | Havelse          | Schauinsland-Reisen-Arena | 8 de agosto | 14:00 |

| Friburgo II      | 2 - 5 | Borussia Dortmund II | Dreisamstadion                  | 13 de agosto | 19:00 |
| 1860 Múnich      | 1 - 1 | Türkgücü Múnich      | Grünwalder Stadion              | 14 de agosto | 14:00 |
| Osnabrück        | 0 - 1 | Wehen Wiesbaden      | Bremer Brücke                   | 14 de agosto | 14:00 |
| Havelse          | 1 - 3 | Magdeburgo           | HDI-Arena                       | 14 de agosto | 14:00 |
| Saarbrücken      | 2 - 0 | Duisburgo            | Ludwigsparkstadion              | 14 de agosto | 14:00 |
| Zwickau          | 1 - 1 | Meppen               | GGZ-Arena                       | 14 de agosto | 14:00 |
| Verl             | 3 - 1 | Viktoria Colonia     | FRIMO Stadion                   | 14 de agosto | 14:00 |
| Viktoria Berlín  | 4 - 0 | Kaiserslautern       | Friedrich-Ludwig-Jahn-Sportpark | 15 de agosto | 13:00 |
| Waldhof Mannheim | 1 - 1 | Wurzburgo Kickers    | Carl-Benz-Stadion               | 15 de agosto | 14:00 |
| Hallescher       | 0 - 2 | Eintracht Brunswick  | Erdgas Sportpark                | 16 de agosto | 19:00 |

| Viktoria Berlín      | 0 - 1 | Hallescher       | Friedrich-Ludwig-Jahn-Sportpark | 20 de agosto | 19:00 |
| Borussia Dortmund II | 0 - 0 | Saarbrücken      | Stadion Rote Erde               | 21 de agosto | 14:00 |
| Eintracht Brunswick  | 2 - 0 | Zwickau          | Eintracht-Stadion               | 21 de agosto | 14:00 |
| Magdeburgo           | 2 - 1 | Duisburgo        | MDCC-Arena                      | 21 de agosto | 14:00 |
| Kaiserslautern       | 3 - 0 | 1860 Múnich      | Fritz-Walter-Stadion            | 21 de agosto | 14:00 |
| Viktoria Colonia     | 2 - 3 | Waldhof Mannheim | Sportpark Höhenberg             | 21 de agosto | 14:00 |
| Meppen               | 2 - 0 | Verl             | Hänsch-Arena                    | 21 de agosto | 14:00 |
| Wurzburgo Kickers    | 1 - 1 | Osnabrück        | Flyeralarm-Arena                | 22 de agosto | 13:00 |
| Wehen Wiesbaden      | 2 - 1 | Havelse          | BRITA-Arena                     | 22 de agosto | 14:00 |
| Türkgücü Múnich      | 3 - 0 | Friburgo II      | Grünwalder Stadion              | 22 de agosto | 15:00 |

| 1860 Múnich      | 3 - 0 | Viktoria Colonia     | Grünwalder Stadion        | 24 de agosto | 19:00 |
| Waldhof Mannheim | 5 - 0 | Meppen               | Carl-Benz-Stadion         | 24 de agosto | 19:00 |
| Hallescher       | 1 - 0 | Kaiserslautern       | Erdgas Sportpark          | 24 de agosto | 19:00 |
| Zwickau          | 1 - 1 | Viktoria Berlín      | GGZ-Arena                 | 24 de agosto | 19:00 |
| Verl             | 0 - 3 | Eintracht Brunswick  | FRIMO Stadion             | 24 de agosto | 19:00 |
| Osnabrück        | 2 - 1 | Borussia Dortmund II | Bremer Brücke             | 25 de agosto | 19:00 |
| Duisburgo        | 0 - 2 | Wehen Wiesbaden      | Schauinsland-Reisen-Arena | 25 de agosto | 19:00 |
| Saarbrücken      | 2 - 1 | Magdeburgo           | Ludwigsparkstadion        | 25 de agosto | 19:00 |
| Friburgo II      | 1 - 0 | Wurzburgo Kickers    | Dreisamstadion            | 25 de agosto | 19:00 |
| Havelse          | 0 - 3 | Türkgücü Múnich      | HDI-Arena                 | 25 de agosto | 19:00 |

| Hallescher           | 4 - 4 | Verl             | Erdgas Sportpark                | 27 de agosto | 19:00 |
| Wehen Wiesbaden      | 2 - 4 | Magdeburgo       | BRITA-Arena                     | 28 de agosto | 14:00 |
| Viktoria Berlín      | 1 - 0 | Waldhof Mannheim | Friedrich-Ludwig-Jahn-Sportpark | 28 de agosto | 14:00 |
| Kaiserslautern       | 1 - 1 | Zwickau          | Fritz-Walter-Stadion            | 28 de agosto | 14:00 |
| Eintracht Brunswick  | 1 - 1 | 1860 Múnich      | Eintracht-Stadion               | 28 de agosto | 14:00 |
| Viktoria Colonia     | 3 - 1 | Friburgo II      | Sportpark Höhenberg             | 28 de agosto | 14:00 |
| Türkgücü Múnich      | 0 - 3 | Osnabrück        | Grünwalder Stadion              | 28 de agosto | 14:00 |
| Borussia Dortmund II | 4 - 1 | Duisburgo        | Stadion Rote Erde               | 29 de agosto | 13:00 |
| Wurzburgo Kickers    | 1 - 1 | Saarbrücken      | Flyeralarm-Arena                | 29 de agosto | 14:00 |
| Meppen               | 1 - 0 | Havelse          | Hänsch-Arena                    | 30 de agosto | 19:00 |

| Saarbrücken      | 3 - 4 | Wehen Wiesbaden      | Ludwigsparkstadion        | 3 de septiembre  | 19:00 |
| Duisburgo        | 2 - 0 | Wurzburgo Kickers    | Schauinsland-Reisen-Arena | 4 de septiembre  | 14:00 |
| 1860 Múnich      | 1 - 1 | Meppen               | Grünwalder Stadion        | 4 de septiembre  | 14:00 |
| Verl             | 3 - 3 | Viktoria Berlín      | FRIMO Stadion             | 4 de septiembre  | 14:00 |
| Waldhof Mannheim | 3 - 0 | Türkgücü Múnich      | Carl-Benz-Stadion         | 4 de septiembre  | 14:00 |
| Magdeburgo       | 1 - 0 | Kaiserslautern       | MDCC-Arena                | 4 de septiembre  | 18:00 |
| Havelse          | 0 - 1 | Borussia Dortmund II | HDI-Arena                 | 5 de septiembre  | 14:00 |
| Osnabrück        | 3 - 0 | Viktoria Colonia     | Bremer Brücke             | 6 de septiembre  | 19:00 |
| Zwickau          | 2 - 2 | Hallescher           | GGZ-Arena                 | 15 de septiembre | 19:00 |
| Friburgo II      | 0 - 1 | Eintracht Brunswick  | Dreisamstadion            | 22 de septiembre | 19:00 |

| Meppen               | 0 - 1 | Friburgo II      | Hänsch-Arena                    | 10 de septiembre | 19:00 |
| Wurzburgo Kickers    | 0 - 0 | Havelse          | Flyeralarm-Arena                | 11 de septiembre | 14:00 |
| Kaiserslautern       | 0 - 0 | Waldhof Mannheim | Fritz-Walter-Stadion            | 11 de septiembre | 14:00 |
| Borussia Dortmund II | 0 - 2 | Magdeburgo       | Stadion Rote Erde               | 11 de septiembre | 14:00 |
| Viktoria Berlín      | 3 - 1 | Wehen Wiesbaden  | Friedrich-Ludwig-Jahn-Sportpark | 11 de septiembre | 14:00 |
| Zwickau              | 1 - 3 | Verl             | GGZ-Arena                       | 11 de septiembre | 14:00 |
| Viktoria Colonia     | 0 - 0 | Saarbrücken      | Sportpark Höhenberg             | 11 de septiembre | 14:00 |
| Hallescher           | 1 - 1 | 1860 Múnich      | Erdgas Sportpark                | 12 de septiembre | 13:00 |
| Eintracht Brunswick  | 2 - 2 | Osnabrück        | Eintracht-Stadion               | 12 de septiembre | 14:00 |
| Türkgücü Múnich      | 1 - 0 | Duisburgo        | Grünwalder Stadion              | 13 de septiembre | 19:00 |

| Havelse          | 1 - 0 | Viktoria Colonia     | HDI-Arena                 | 17 de septiembre | 19:00 |
| Osnabrück        | 1 - 0 | Meppen               | Bremer Brücke             | 18 de septiembre | 14:00 |
| 1860 Múnich      | 0 - 2 | Zwickau              | Grünwalder Stadion        | 18 de septiembre | 14:00 |
| Waldhof Mannheim | 2 - 1 | Hallescher           | Carl-Benz-Stadion         | 18 de septiembre | 14:00 |
| Magdeburgo       | 1 - 2 | Wurzburgo Kickers    | MDCC-Arena                | 18 de septiembre | 14:00 |
| Duisburgo        | 3 - 2 | Eintracht Brunswick  | Schauinsland-Reisen-Arena | 18 de septiembre | 14:00 |
| Saarbrücken      | 3 - 1 | Türkgücü Múnich      | Ludwigsparkstadion        | 18 de septiembre | 14:00 |
| Friburgo II      | 2 - 0 | Viktoria Berlín      | Dreisamstadion            | 19 de septiembre | 13:00 |
| Verl             | 0 - 2 | Kaiserslautern       | FRIMO Stadion             | 19 de septiembre | 14:00 |
| Wehen Wiesbaden  | 0 - 1 | Borussia Dortmund II | BRITA-Arena               | 20 de septiembre | 19:00 |

| Hallescher          | 3 - 2 | Magdeburgo           | Erdgas Sportpark                | 24 de septiembre | 19:00 |
| Wurzburgo Kickers   | 0 - 4 | Wehen Wiesbaden      | Flyeralarm-Arena                | 25 de septiembre | 14:00 |
| Kaiserslautern      | 2 - 0 | Osnabrück            | Fritz-Walter-Stadion            | 25 de septiembre | 14:00 |
| Viktoria Colonia    | 4 - 2 | Duisburgo            | Sportpark Höhenberg             | 25 de septiembre | 14:00 |
| Meppen              | 2 - 2 | Saarbrücken          | Hänsch-Arena                    | 25 de septiembre | 14:00 |
| Verl                | 1 - 1 | 1860 Múnich          | FRIMO Stadion                   | 25 de septiembre | 14:00 |
| Eintracht Brunswick | 0 - 0 | Waldhof Mannheim     | Eintracht-Stadion               | 25 de septiembre | 14:00 |
| Türkgücü Múnich     | 2 - 1 | Borussia Dortmund II | Olímpico de Múnich              | 26 de septiembre | 13:00 |
| Zwickau             | 0 - 0 | Friburgo II          | GGZ-Arena                       | 26 de septiembre | 14:00 |
| Viktoria Berlín     | 3 - 4 | Havelse              | Friedrich-Ludwig-Jahn-Sportpark | 27 de septiembre | 19:00 |

| Saarbrücken          | 2 - 2 | Eintracht Brunswick | Ludwigsparkstadion        | 1 de octubre | 19:00 |
| 1860 Múnich          | 1 - 1 | Viktoria Berlín     | Grünwalder Stadion        | 2 de octubre | 14:00 |
| Havelse              | 0 - 6 | Kaiserslautern      | HDI-Arena                 | 2 de octubre | 14:00 |
| Friburgo II          | 1 - 1 | Hallescher          | Dreisamstadion            | 2 de octubre | 14:00 |
| Osnabrück            | 0 - 1 | Zwickau             | Bremer Brücke             | 2 de octubre | 14:00 |
| Duisburgo            | 0 - 1 | Meppen              | Schauinsland-Reisen-Arena | 2 de octubre | 14:00 |
| Wehen Wiesbaden      | 1 - 1 | Viktoria Colonia    | BRITA-Arena               | 2 de octubre | 14:00 |
| Borussia Dortmund II | 2 - 0 | Wurzburgo Kickers   | Stadion Rote Erde         | 3 de octubre | 13:00 |
| Waldhof Mannheim     | 2 - 1 | Verl                | Carl-Benz-Stadion         | 3 de octubre | 14:00 |
| Magdeburgo           | 4 - 0 | Türkgücü Múnich     | MDCC-Arena                | 4 de octubre | 19:00 |

| Viktoria Berlín     | 1 - 2 | Osnabrück            | Friedrich-Ludwig-Jahn-Sportpark | 15 de octubre   | 19:00 |
| Eintracht Brunswick | 4 - 2 | Borussia Dortmund II | Eintracht-Stadion               | 16 de octubre   | 14:00 |
| Kaiserslautern      | 3 - 0 | Friburgo II          | Fritz-Walter-Stadion            | 16 de octubre   | 14:00 |
| Zwickau             | 3 - 2 | Duisburgo            | GGZ-Arena                       | 16 de octubre   | 14:00 |
| Hallescher          | 2 - 3 | Saarbrücken          | Erdgas Sportpark                | 16 de octubre   | 14:00 |
| Meppen              | 2 - 3 | Magdeburgo           | Hänsch-Arena                    | 16 de octubre   | 14:00 |
| Türkgücü Múnich     | 1 - 0 | Wehen Wiesbaden      | Olímpico de Múnich              | 17 de octubre   | 13:00 |
| Viktoria Colonia    | 1 - 1 | Wurzburgo Kickers    | Sportpark Höhenberg             | 17 de octubre   | 14:00 |
| Verl                | 5 - 3 | Havelse              | FRIMO Stadion                   | 18 de octubre   | 19:00 |
| 1860 Múnich         | 1 - 3 | Waldhof Mannheim     | Grünwalder Stadion              | 30 de noviembre | 19:00 |

| Osnabrück            | 0 - 0 | Hallescher          | Bremer Brücke             | 22 de octubre | 19:00 |
| Magdeburgo           | 1 - 0 | Viktoria Berlín     | MDCC-Arena                | 23 de octubre | 14:00 |
| Wehen Wiesbaden      | 3 - 4 | Meppen              | BRITA-Arena               | 23 de octubre | 14:00 |
| Waldhof Mannheim     | 1 - 1 | Zwickau             | Carl-Benz-Stadion         | 23 de octubre | 14:00 |
| Saarbrücken          | 1 - 1 | 1860 Múnich         | Ludwigsparkstadion        | 23 de octubre | 14:00 |
| Friburgo II          | 3 - 2 | Verl                | Dreisamstadion            | 23 de octubre | 14:00 |
| Wurzburgo Kickers    | 2 - 1 | Türkgücü Múnich     | Flyeralarm-Arena          | 23 de octubre | 14:00 |
| Borussia Dortmund II | 0 - 1 | Viktoria Colonia    | Stadion Rote Erde         | 24 de octubre | 13:00 |
| Havelse              | 0 - 4 | Eintracht Brunswick | HDI-Arena                 | 24 de octubre | 14:00 |
| Duisburgo            | 1 - 1 | Kaiserslautern      | Schauinsland-Reisen-Arena | 25 de octubre | 19:00 |

| Viktoria Colonia    | 1 - 0 | Magdeburgo           | Sportpark Höhenberg             | 29 de octubre   | 19:00 |
| Waldhof Mannheim    | 1 - 0 | Saarbrücken          | Carl-Benz-Stadion               | 30 de octubre   | 14:00 |
| 1860 Múnich         | 6 - 0 | Friburgo II          | Grünwalder Stadion              | 30 de octubre   | 14:00 |
| Hallescher          | 2 - 1 | Duisburgo            | Erdgas Sportpark                | 30 de octubre   | 14:00 |
| Eintracht Brunswick | 1 - 2 | Wehen Wiesbaden      | Eintracht-Stadion               | 30 de octubre   | 14:00 |
| Viktoria Berlín     | 2 - 1 | Borussia Dortmund II | Friedrich-Ludwig-Jahn-Sportpark | 30 de octubre   | 14:00 |
| Meppen              | 1 - 0 | Türkgücü Múnich      | Hänsch-Arena                    | 31 de octubre   | 13:00 |
| Kaiserslautern      | 0 - 2 | Wurzburgo Kickers    | Fritz-Walter-Stadion            | 31 de octubre   | 14:00 |
| Verl                | 1 - 2 | Osnabrück            | FRIMO Stadion                   | 1 de noviembre  | 19:00 |
| Zwickau             | 2 - 0 | Havelse              | GGZ-Arena                       | 13 de noviembre | 14:00 |

| Türkgücü Múnich      | 1 - 2 | Viktoria Colonia    | Olímpico de Múnich        | 5 de noviembre  | 19:00 |
| Friburgo II          | 2 - 1 | Waldhof Mannheim    | Dreisamstadion            | 6 de noviembre  | 14:00 |
| Osnabrück            | 3 - 1 | 1860 Múnich         | Bremer Brücke             | 6 de noviembre  | 14:00 |
| Duisburgo            | 1 - 0 | Viktoria Berlín     | Schauinsland-Reisen-Arena | 6 de noviembre  | 14:00 |
| Havelse              | 2 - 1 | Hallescher          | HDI-Arena                 | 6 de noviembre  | 14:00 |
| Saarbrücken          | 0 - 2 | Kaiserslautern      | Ludwigsparkstadion        | 6 de noviembre  | 14:00 |
| Borussia Dortmund II | 0 - 1 | Meppen              | Stadion Rote Erde         | 6 de noviembre  | 14:00 |
| Wehen Wiesbaden      | 2 - 2 | Zwickau             | BRITA-Arena               | 7 de noviembre  | 13:00 |
| Magdeburgo           | 2 - 0 | Verl                | MDCC-Arena                | 7 de noviembre  | 14:00 |
| Wurzburgo Kickers    | 0 - 2 | Eintracht Brunswick | Flyeralarm-Arena          | 30 de noviembre | 19:00 |

| Verl                | 2 - 4 | Saarbrücken          | FRIMO Stadion                   | 19 de noviembre | 19:00 |
| 1860 Múnich         | 3 - 2 | Duisburgo            | Grünwalder Stadion              | 20 de noviembre | 14:00 |
| Hallescher          | 1 - 2 | Borussia Dortmund II | Erdgas Sportpark                | 20 de noviembre | 14:00 |
| Friburgo II         | 0 - 0 | Havelse              | Dreisamstadion                  | 20 de noviembre | 14:00 |
| Kaiserslautern      | 1 - 0 | Wehen Wiesbaden      | Fritz-Walter-Stadion            | 20 de noviembre | 14:00 |
| Eintracht Brunswick | 2 - 0 | Türkgücü Múnich      | Eintracht-Stadion               | 20 de noviembre | 14:00 |
| Viktoria Berlín     | 1 - 1 | Wurzburgo Kickers    | Friedrich-Ludwig-Jahn-Sportpark | 21 de noviembre | 13:00 |
| Waldhof Mannheim    | 3 - 3 | Osnabrück            | Carl-Benz-Stadion               | 21 de noviembre | 14:00 |
| Meppen              | 4 - 0 | Viktoria Colonia     | Hänsch-Arena                    | 22 de noviembre | 19:00 |
| Zwickau             | 1 - 1 | Magdeburgo           | GGZ-Arena                       | 15 de diciembre | 19:00 |

| Duisburgo            | 1 - 3 | Waldhof Mannheim    | Schauinsland-Reisen-Arena | 26 de noviembre | 19:00 |
| Wurzburgo Kickers    | 1 - 3 | Meppen              | Flyeralarm-Arena          | 27 de noviembre | 14:00 |
| Havelse              | 2 - 3 | 1860 Múnich         | HDI-Arena                 | 27 de noviembre | 14:00 |
| Borussia Dortmund II | 0 - 0 | Kaiserslautern      | Stadion Rote Erde         | 27 de noviembre | 14:00 |
| Saarbrücken          | 2 - 0 | Viktoria Berlín     | Ludwigsparkstadion        | 27 de noviembre | 14:00 |
| Wehen Wiesbaden      | 0 - 0 | Verl                | BRITA-Arena               | 27 de noviembre | 14:00 |
| Magdeburgo           | 2 - 0 | Eintracht Brunswick | MDCC-Arena                | 27 de noviembre | 14:00 |
| Osnabrück            | 0 - 1 | Friburgo II         | Bremer Brücke             | 28 de noviembre | 13:00 |
| Viktoria Colonia     | 2 - 0 | Hallescher          | Sportpark Höhenberg       | 28 de noviembre | 14:00 |
| Türkgücü Múnich      | 2 - 2 | Zwickau             | Olímpico de Múnich        | 29 de noviembre | 19:00 |

| Zwickau             | 1 - 2 | Saarbrücken          | GGZ-Arena                       | 3 de diciembre | 19:00 |
| Viktoria Berlín     | 0 - 0 | Türkgücü Múnich      | Friedrich-Ludwig-Jahn-Sportpark | 4 de diciembre | 14:00 |
| 1860 Múnich         | 2 - 5 | Magdeburgo           | Grünwalder Stadion              | 4 de diciembre | 14:00 |
| Kaiserslautern      | 4 - 0 | Viktoria Colonia     | Fritz-Walter-Stadion            | 4 de diciembre | 14:00 |
| Hallescher          | 0 - 0 | Wurzburgo Kickers    | Erdgas Sportpark                | 4 de diciembre | 14:00 |
| Verl                | 0 - 3 | Borussia Dortmund II | FRIMO Stadion                   | 4 de diciembre | 14:00 |
| Eintracht Brunswick | 5 - 0 | Meppen               | Eintracht-Stadion               | 4 de diciembre | 14:00 |
| Friburgo II         | 1 - 0 | Duisburgo            | Dreisamstadion                  | 5 de diciembre | 13:00 |
| Osnabrück           | 0 - 0 | Havelse              | Bremer Brücke                   | 5 de diciembre | 14:00 |
| Waldhof Mannheim    | 1 - 1 | Wehen Wiesbaden      | Carl-Benz-Stadion               | 6 de diciembre | 19:00 |

| Türkgücü Múnich      | 1 - 2 | Kaiserslautern      | Olímpico de Múnich        | 10 de diciembre | 19:00 |
| Duisburgo            | 2 - 2 | Verl                | Schauinsland-Reisen-Arena | 11 de diciembre | 14:00 |
| Havelse              | 1 - 2 | Waldhof Mannheim    | HDI-Arena                 | 11 de diciembre | 14:00 |
| Borussia Dortmund II | 0 - 2 | 1860 Múnich         | Stadion Rote Erde         | 11 de diciembre | 14:00 |
| Magdeburgo           | 2 - 1 | Osnabrück           | MDCC-Arena                | 11 de diciembre | 14:00 |
| Saarbrücken          | 1 - 0 | Friburgo II         | Ludwigsparkstadion        | 11 de diciembre | 14:00 |
| Viktoria Colonia     | 1 - 2 | Eintracht Brunswick | Sportpark Höhenberg       | 11 de diciembre | 14:00 |
| Meppen               | 3 - 0 | Viktoria Berlín     | Hänsch-Arena              | 12 de diciembre | 13:00 |
| Wurzburgo Kickers    | 2 - 2 | Zwickau             | Flyeralarm-Arena          | 12 de diciembre | 14:00 |
| Wehen Wiesbaden      | 2 - 1 | Hallescher          | BRITA-Arena               | 13 de diciembre | 19:00 |

### Segunda vuelta
| Viktoria Colonia     | 1 - 4 | Viktoria Berlín  | Sportpark Höhenberg       | 17 de diciembre | 19:00 |
| Eintracht Brunswick  | 1 - 1 | Kaiserslautern   | Eintracht-Stadion         | 18 de diciembre | 14:00 |
| Borussia Dortmund II | 3 - 1 | Zwickau          | Stadion Rote Erde         | 18 de diciembre | 14:00 |
| Meppen               | 4 - 1 | Hallescher       | Hänsch-Arena              | 18 de diciembre | 14:00 |
| Saarbrücken          | 2 - 2 | Havelse          | Ludwigsparkstadion        | 18 de diciembre | 14:00 |
| Wehen Wiesbaden      | 2 - 0 | Friburgo II      | BRITA-Arena               | 18 de diciembre | 14:00 |
| Türkgücü Múnich      | 2 - 2 | Verl             | Olímpico de Múnich        | 18 de diciembre | 14:00 |
| Magdeburgo           | 3 - 0 | Waldhof Mannheim | MDCC-Arena                | 19 de diciembre | 13:00 |
| Wurzburgo Kickers    | 0 - 3 | 1860 Múnich      | Flyeralarm-Arena          | 20 de diciembre | 19:00 |
| Duisburgo            | 3 - 6 | Osnabrück        | Schauinsland-Reisen-Arena | 2 de febrero    | 19:00 |

| Havelse          | 0 - 1 | Duisburgo            | HDI-Arena                       | 14 de enero   | 19:00 |
| Kaiserslautern   | 4 - 0 | Meppen               | Fritz-Walter-Stadion            | 15 de enero   | 14:00 |
| Friburgo II      | 2 - 3 | Magdeburgo           | Dreisamstadion                  | 15 de enero   | 14:00 |
| Osnabrück        | 2 - 1 | Saarbrücken          | Bremer Brücke                   | 15 de enero   | 14:00 |
| 1860 Múnich      | 3 - 2 | Wehen Wiesbaden      | Grünwalder Stadion              | 15 de enero   | 14:00 |
| Verl             | 2 - 0 | Wurzburgo Kickers    | FRIMO Stadion                   | 16 de enero   | 13:00 |
| Waldhof Mannheim | 1 - 3 | Borussia Dortmund II | Carl-Benz-Stadion               | 17 de enero   | 19:00 |
| Hallescher       | 1 - 0 | Türkgücü Múnich      | Erdgas Sportpark                | 8 de febrero  | 19:00 |
| Zwickau          | 1 - 0 | Viktoria Colonia     | GGZ-Arena                       | 8 de febrero  | 19:00 |
| Viktoria Berlín  | 0 - 6 | Eintracht Brunswick  | Friedrich-Ludwig-Jahn-Sportpark | 16 de febrero | 19:00 |

| Borussia Dortmund II | 1 - 1 | Friburgo II      | Stadion Rote Erde         | 21 de enero   | 19:00 |
| Eintracht Brunswick  | 1 - 0 | Hallescher       | Eintracht-Stadion         | 22 de enero   | 14:00 |
| Wehen Wiesbaden      | 0 - 0 | Osnabrück        | BRITA-Arena               | 22 de enero   | 14:00 |
| Wurzburgo Kickers    | 1 - 2 | Waldhof Mannheim | Flyeralarm-Arena          | 22 de enero   | 14:00 |
| Kaiserslautern       | 2 - 0 | Viktoria Berlín  | Fritz-Walter-Stadion      | 22 de enero   | 14:00 |
| Viktoria Colonia     | 5 - 2 | Verl             | Sportpark Höhenberg       | 22 de enero   | 14:00 |
| Meppen               | 1 - 3 | Zwickau          | Hänsch-Arena              | 23 de enero   | 13:00 |
| Duisburgo            | 3 - 4 | Saarbrücken      | Schauinsland-Reisen-Arena | 23 de enero   | 14:00 |
| Magdeburgo           | 1 - 1 | Havelse          | MDCC-Arena                | 23 de enero   | 15:00 |
| Türkgücü Múnich      | 2 - 1 | 1860 Múnich      | Olímpico de Múnich        | 16 de febrero | 19:00 |

| Friburgo II      | 4 - 2 | Türkgücü Múnich      | Dreisamstadion            | 25 de enero | 19:00 |
| Osnabrück        | 2 - 0 | Wurzburgo Kickers    | Bremer Brücke             | 25 de enero | 19:00 |
| Waldhof Mannheim | 0 - 1 | Viktoria Colonia     | Carl-Benz-Stadion         | 25 de enero | 19:00 |
| Duisburgo        | 0 - 5 | Magdeburgo           | Schauinsland-Reisen-Arena | 26 de enero | 19:00 |
| Havelse          | 0 - 1 | Wehen Wiesbaden      | HDI-Arena                 | 26 de enero | 19:00 |
| Saarbrücken      | 2 - 0 | Borussia Dortmund II | Ludwigsparkstadion        | 26 de enero | 19:00 |
| Zwickau          | 1 - 0 | Eintracht Brunswick  | GGZ-Arena                 | 26 de enero | 19:00 |
| Verl             | 0 - 1 | Meppen               | FRIMO Stadion             | 26 de enero | 19:00 |
| 1860 Múnich      | 2 - 1 | Kaiserslautern       | Grünwalder Stadion        | 1 de marzo  | 19:00 |
| Hallescher       | 4 - 1 | Viktoria Berlín      | Erdgas Sportpark          | 2 de marzo  | 19:00 |

| Wurzburgo Kickers    | 1 - 1 | Friburgo II      | Flyeralarm-Arena                | 28 de enero | 19:00 |
| Türkgücü Múnich      | 0 - 1 | Havelse          | Olímpico de Múnich              | 29 de enero | 14:00 |
| Kaiserslautern       | 1 - 0 | Hallescher       | Fritz-Walter-Stadion            | 29 de enero | 14:00 |
| Wehen Wiesbaden      | 0 - 1 | Duisburgo        | BRITA-Arena                     | 29 de enero | 14:00 |
| Borussia Dortmund II | 2 - 2 | Osnabrück        | Stadion Rote Erde               | 29 de enero | 14:00 |
| Magdeburgo           | 2 - 1 | Saarbrücken      | MDCC-Arena                      | 29 de enero | 17:55 |
| Viktoria Colonia     | 0 - 1 | 1860 Múnich      | Sportpark Höhenberg             | 30 de enero | 13:00 |
| Meppen               | 1 - 1 | Waldhof Mannheim | Hänsch-Arena                    | 30 de enero | 14:00 |
| Eintracht Brunswick  | 1 - 1 | Verl             | Eintracht-Stadion               | 31 de enero | 19:00 |
| Viktoria Berlín      | 0 - 0 | Zwickau          | Friedrich-Ludwig-Jahn-Sportpark | 16 de marzo | 19:00 |

| Friburgo II      | 1 - 1 | Viktoria Colonia     | Dreisamstadion            | 4 de febrero | 19:00 |
| Osnabrück        | 1 - 1 | Türkgücü Múnich      | Bremer Brücke             | 5 de febrero | 14:00 |
| Waldhof Mannheim | 3 - 2 | Viktoria Berlín      | Carl-Benz-Stadion         | 5 de febrero | 14:00 |
| Havelse          | 3 - 0 | Meppen               | HDI-Arena                 | 5 de febrero | 14:00 |
| Magdeburgo       | 3 - 1 | Wehen Wiesbaden      | MDCC-Arena                | 5 de febrero | 14:00 |
| Verl             | 0 - 0 | Hallescher           | FRIMO Stadion             | 5 de febrero | 14:00 |
| Zwickau          | 0 - 2 | Kaiserslautern       | GGZ-Arena                 | 5 de febrero | 14:00 |
| 1860 Múnich      | 2 - 2 | Eintracht Brunswick  | Grünwalder Stadion        | 6 de febrero | 13:00 |
| Duisburgo        | 1 - 3 | Borussia Dortmund II | Schauinsland-Reisen-Arena | 6 de febrero | 14:00 |
| Saarbrücken      | 2 - 1 | Wurzburgo Kickers    | Ludwigsparkstadion        | 7 de febrero | 19:00 |

| Hallescher           | 2 - 0 | Zwickau          | Erdgas Sportpark                | 11 de febrero | 19:00 |
| Kaiserslautern       | 2 - 2 | Magdeburgo       | Fritz-Walter-Stadion            | 12 de febrero | 14:00 |
| Wurzburgo Kickers    | 1 - 2 | Duisburgo        | Flyeralarm-Arena                | 12 de febrero | 14:00 |
| Meppen               | 1 - 1 | 1860 Múnich      | Hänsch-Arena                    | 12 de febrero | 14:00 |
| Eintracht Brunswick  | 1 - 1 | Friburgo II      | Eintracht-Stadion               | 12 de febrero | 14:00 |
| Borussia Dortmund II | 1 - 0 | Havelse          | Stadion Rote Erde               | 12 de febrero | 14:00 |
| Türkgücü Múnich      | 0 - 0 | Waldhof Mannheim | Olímpico de Múnich              | 12 de febrero | 14:00 |
| Viktoria Berlín      | 1 - 1 | Verl             | Friedrich-Ludwig-Jahn-Sportpark | 13 de febrero | 13:00 |
| Wehen Wiesbaden      | 1 - 0 | Saarbrücken      | BRITA-Arena                     | 13 de febrero | 14:00 |
| Viktoria Colonia     | 1 - 1 | Osnabrück        | Sportpark Höhenberg             | 14 de febrero | 19:00 |

| Duisburgo        | 2 - 0 | Türkgücü Múnich      | Schauinsland-Reisen-Arena | 19 de febrero | 14:00 |
| Saarbrücken      | 0 - 1 | Viktoria Colonia     | Ludwigsparkstadion        | 19 de febrero | 14:00 |
| Magdeburgo       | 2 - 0 | Borussia Dortmund II | MDCC-Arena                | 19 de febrero | 14:00 |
| Friburgo II      | 2 - 0 | Meppen               | Dreisamstadion            | 19 de febrero | 14:00 |
| Wehen Wiesbaden  | 2 - 0 | Viktoria Berlín      | BRITA-Arena               | 19 de febrero | 14:00 |
| Havelse          | 1 - 3 | Wurzburgo Kickers    | HDI-Arena                 | 20 de febrero | 13:00 |
| Waldhof Mannheim | 0 - 0 | Kaiserslautern       | Carl-Benz-Stadion         | 20 de febrero | 14:00 |
| 1860 Múnich      | 0 - 2 | Hallescher           | Grünwalder Stadion        | 21 de febrero | 19:00 |
| Osnabrück        | 1 - 1 | Eintracht Brunswick  | Bremer Brücke             | 26 de marzo   | 14:00 |
| Verl             | 0 - 0 | Zwickau              | FRIMO Stadion             | 29 de marzo   | 19:00 |

| Viktoria Colonia     | 0 - 0 | Havelse          | Sportpark Höhenberg             | 25 de febrero | 19:00 |
| Meppen               | 0 - 1 | Osnabrück        | Hänsch-Arena                    | 26 de febrero | 14:00 |
| Wurzburgo Kickers    | 2 - 4 | Magdeburgo       | Flyeralarm-Arena                | 26 de febrero | 14:00 |
| Eintracht Brunswick  | 2 - 1 | Duisburgo        | Eintracht-Stadion               | 26 de febrero | 14:00 |
| Hallescher           | 1 - 2 | Waldhof Mannheim | Erdgas Sportpark                | 26 de febrero | 14:00 |
| Zwickau              | 1 - 3 | 1860 Múnich      | GGZ-Arena                       | 26 de febrero | 14:00 |
| Kaiserslautern       | 2 - 1 | Verl             | Fritz-Walter-Stadion            | 26 de febrero | 14:00 |
| Viktoria Berlín      | 0 - 2 | Friburgo II      | Friedrich-Ludwig-Jahn-Sportpark | 27 de febrero | 13:00 |
| Borussia Dortmund II | 2 - 3 | Wehen Wiesbaden  | Stadion Rote Erde               | 27 de febrero | 14:00 |
| Türkgücü Múnich      | 1 - 5 | Saarbrücken      | Olímpico de Múnich              | 28 de febrero | 19:00 |

| 1860 Múnich          | 2 - 0 | Verl                | Grünwalder Stadion        | 4 de marzo | 19:00 |
| Friburgo II          | 1 - 0 | Zwickau             | Dreisamstadion            | 5 de marzo | 14:00 |
| Wehen Wiesbaden      | 0 - 1 | Wurzburgo Kickers   | BRITA-Arena               | 5 de marzo | 14:00 |
| Osnabrück            | 0 - 1 | Kaiserslautern      | Bremer Brücke             | 5 de marzo | 14:00 |
| Duisburgo            | 2 - 0 | Viktoria Colonia    | Schauinsland-Reisen-Arena | 5 de marzo | 14:00 |
| Magdeburgo           | 1 - 1 | Hallescher          | MDCC-Arena                | 5 de marzo | 14:00 |
| Borussia Dortmund II | 0 - 1 | Türkgücü Múnich     | Stadion Rote Erde         | 5 de marzo | 14:00 |
| Saarbrücken          | 1 - 0 | Meppen              | Ludwigsparkstadion        | 6 de marzo | 13:00 |
| Waldhof Mannheim     | 0 - 3 | Eintracht Brunswick | Carl-Benz-Stadion         | 6 de marzo | 14:00 |
| Havelse              | 1 - 1 | Viktoria Berlín     | HDI-Arena                 | 7 de marzo | 19:00 |

| Viktoria Berlín     | 0 - 2 | 1860 Múnich          | Friedrich-Ludwig-Jahn-Sportpark | 11 de marzo | 19:00 |
| Eintracht Brunswick | 0 - 2 | Saarbrücken          | Eintracht-Stadion               | 12 de marzo | 14:00 |
| Kaiserslautern      | 3 - 0 | Havelse              | Fritz-Walter-Stadion            | 12 de marzo | 14:00 |
| Verl                | 1 - 3 | Waldhof Mannheim     | FRIMO Stadion                   | 12 de marzo | 14:00 |
| Viktoria Colonia    | 2 - 1 | Wehen Wiesbaden      | Sportpark Höhenberg             | 12 de marzo | 14:00 |
| Türkgücü Múnich     | 2 - 1 | Magdeburgo           | Olímpico de Múnich              | 12 de marzo | 14:00 |
| Zwickau             | 1 - 3 | Osnabrück            | GGZ-Arena                       | 13 de marzo | 13:00 |
| Wurzburgo Kickers   | 3 - 1 | Borussia Dortmund II | Flyeralarm-Arena                | 13 de marzo | 14:00 |
| Meppen              | 1 - 2 | Duisburgo            | Hänsch-Arena                    | 14 de marzo | 19:00 |
| Hallescher          | 1 - 0 | Friburgo II          | Erdgas Sportpark                | 6 de abril  | 19:00 |

| Wurzburgo Kickers    | 0 - 1 | Viktoria Colonia    | Flyeralarm-Arena          | 18 de marzo | 19:00 |
| Osnabrück            | 3 - 1 | Viktoria Berlín     | Bremer Brücke             | 19 de marzo | 14:00 |
| Magdeburgo           | 0 - 0 | Meppen              | MDCC-Arena                | 19 de marzo | 14:00 |
| Saarbrücken          | 2 - 1 | Hallescher          | Ludwigsparkstadion        | 19 de marzo | 14:00 |
| Friburgo II          | 0 - 0 | Kaiserslautern      | Dreisamstadion            | 19 de marzo | 14:00 |
| Havelse              | 1 - 3 | Verl                | HDI-Arena                 | 19 de marzo | 14:00 |
| Wehen Wiesbaden      | 1 - 0 | Türkgücü Múnich     | BRITA-Arena               | 19 de marzo | 14:00 |
| Duisburgo            | 0 - 1 | Zwickau             | Schauinsland-Reisen-Arena | 20 de marzo | 13:00 |
| Waldhof Mannheim     | 3 - 0 | 1860 Múnich         | Carl-Benz-Stadion         | 20 de marzo | 14:00 |
| Borussia Dortmund II | 0 - 1 | Eintracht Brunswick | Stadion Rote Erde         | 21 de marzo | 19:00 |

| Meppen              | 0 - 4 | Wehen Wiesbaden      | Hänsch-Arena                    | 1 de abril  | 19:00     |
| 1860 Múnich         | 1 - 1 | Saarbrücken          | Grünwalder Stadion              | 2 de abril  | 14:00     |
| Kaiserslautern      | 5 - 1 | Duisburgo            | Fritz-Walter-Stadion            | 2 de abril  | 14:00     |
| Verl                | 3 - 1 | Friburgo II          | FRIMO Stadion                   | 2 de abril  | 14:00     |
| Eintracht Brunswick | 3 - 2 | Havelse              | Eintracht-Stadion               | 2 de abril  | 14:00     |
| Viktoria Colonia    | 0 - 2 | Borussia Dortmund II | Sportpark Höhenberg             | 2 de abril  | 14:00     |
| Zwickau             | 1 - 1 | Waldhof Mannheim     | GGZ-Arena                       | 3 de abril  | 13:00     |
| Viktoria Berlín     | 2 - 1 | Magdeburgo           | Friedrich-Ludwig-Jahn-Sportpark | 4 de abril  | 19:00     |
| Hallescher          | 3 - 3 | Osnabrück            | Erdgas Sportpark                | 19 de abril | 19:00     |
| Türkgücü Múnich     | -     | Wurzburgo Kickers    | Cancelado                       | Cancelado   | Cancelado |

| Wurzburgo Kickers    | 1 - 2 | Kaiserslautern      | Flyeralarm-Arena          | 8 de abril  | 19:00     |
| Borussia Dortmund II | 0 - 1 | Viktoria Berlín     | Stadion Rote Erde         | 9 de abril  | 14:00     |
| Duisburgo            | 2 - 1 | Hallescher          | Schauinsland-Reisen-Arena | 9 de abril  | 14:00     |
| Magdeburgo           | 4 - 2 | Viktoria Colonia    | MDCC-Arena                | 9 de abril  | 14:00     |
| Saarbrücken          | 0 - 0 | Waldhof Mannheim    | Ludwigsparkstadion        | 9 de abril  | 14:00     |
| Wehen Wiesbaden      | 0 - 1 | Eintracht Brunswick | BRITA-Arena               | 9 de abril  | 14:00     |
| Friburgo II          | 1 - 2 | 1860 Múnich         | Dreisamstadion            | 10 de abril | 13:00     |
| Havelse              | 0 - 3 | Zwickau             | HDI-Arena                 | 10 de abril | 14:00     |
| Osnabrück            | 3 - 2 | Verl                | Bremer Brücke             | 11 de abril | 19:00     |
| Türkgücü Múnich      | -     | Meppen              | Cancelado                 | Cancelado   | Cancelado |

| Viktoria Berlín     | 0 - 1 | Duisburgo            | Friedrich-Ludwig-Jahn-Sportpark | 16 de abril | 14:00     |
| Eintracht Brunswick | 1 - 0 | Wurzburgo Kickers    | Eintracht-Stadion               | 16 de abril | 14:00     |
| Meppen              | 1 - 1 | Borussia Dortmund II | Hänsch-Arena                    | 16 de abril | 14:00     |
| Hallescher          | 1 - 1 | Havelse              | Erdgas Sportpark                | 16 de abril | 14:00     |
| Zwickau             | 2 - 1 | Wehen Wiesbaden      | GGZ-Arena                       | 16 de abril | 14:00     |
| 1860 Múnich         | 2 - 3 | Osnabrück            | Grünwalder Stadion              | 16 de abril | 14:00     |
| Verl                | 4 - 5 | Magdeburgo           | FRIMO Stadion                   | 17 de abril | 13:00     |
| Kaiserslautern      | 3 - 1 | Saarbrücken          | Frirz-Walter-Stadion            | 17 de abril | 14:00     |
| Waldhof Mannheim    | 0 - 1 | Friburgo II          | Carl-Benz-Stadion               | 18 de abril | 19:00     |
| Viktoria Colonia    | -     | Türkgücü Múnich      | Cancelado                       | Cancelado   | Cancelado |

| Wehen Wiesbaden      | 2 - 1 | Kaiserslautern      | BRITA-Arena               | 22 de abril | 19:00     |
| Wurzburgo Kickers    | 3 - 0 | Viktoria Berlín     | Flyeralarm-Arena          | 23 de abril | 14:00     |
| Osnabrück            | 1 - 2 | Waldhof Mannheim    | Bremer Brücke             | 23 de abril | 14:00     |
| Havelse              | 1 - 0 | Friburgo II         | HDI-Arena                 | 23 de abril | 14:00     |
| Borussia Dortmund II | 0 - 0 | Hallescher          | Stadion Rote Erde         | 23 de abril | 14:00     |
| Saarbrücken          | 1 - 2 | Verl                | Ludwigsparkstadion        | 23 de abril | 14:00     |
| Duisburgo            | 0 - 6 | 1860 Múnich         | Schauinsland-Reisen-Arena | 24 de abril | 13:00     |
| Magdeburgo (C)       | 3 - 0 | Zwickau             | MDCC-Arena                | 24 de abril | 14:00     |
| Viktoria Colonia     | 1 - 1 | Meppen              | Sportpark Höhenberg       | 25 de abril | 19:00     |
| Türkgücü Múnich      | -     | Eintracht Brunswick | Cancelado                 | Cancelado   | Cancelado |

| Viktoria Berlín     | 2 - 1 | Saarbrücken          | Friedrich-Ludwig-Jahn-Sportpark | 29 de abril | 19:00     |
| Eintracht Brunswick | 2 - 1 | Magdeburgo           | Eintracht-Stadion               | 29 de abril | 19:00     |
| 1860 Múnich         | 3 - 0 | Havelse              | Grünwalder Stadion              | 30 de abril | 14:00     |
| Meppen              | 2 - 4 | Wurzburgo Kickers    | Hänsch-Arena                    | 30 de abril | 14:00     |
| Hallescher          | 1 - 1 | Viktoria Colonia     | Erdgas Sportpark                | 30 de abril | 14:00     |
| Friburgo II         | 4 - 1 | Osnabrück            | Dreisamstadion                  | 30 de abril | 14:00     |
| Kaiserslautern      | 1 - 3 | Borussia Dortmund II | Fritz-Walter-Stadion            | 30 de abril | 14:00     |
| Verl                | 3 - 0 | Wehen Wiesbaden      | FRIMO Stadion                   | 30 de abril | 14:00     |
| Waldhof Mannheim    | 3 - 1 | Duisburgo            | Carl-Benz-Stadion               | 2 de mayo   | 19:00     |
| Zwickau             | -     | Türkgücü Múnich      | Cancelado                       | Cancelado   | Cancelado |

| Borussia Dortmund II | 1 - 2 | Verl                | Stadion Rote Erde         | 6 de mayo | 19:00     |
| Wehen Wiesbaden      | 1 - 1 | Waldhof Mannheim    | BRITA-Arena               | 7 de mayo | 14:00     |
| Meppen               | 3 - 2 | Eintracht Brunswick | Hänsch-Arena              | 7 de mayo | 14:00     |
| Havelse              | 0 - 1 | Osnabrück           | HDI-Arena                 | 7 de mayo | 14:00     |
| Magdeburgo           | 4 - 0 | 1860 Múnich         | MDCC-Arena                | 7 de mayo | 14:00     |
| Duisburgo            | 1 - 0 | Friburgo II         | Schauinsland-Reisen-Arena | 7 de mayo | 14:00     |
| Saarbrücken          | 1 - 1 | Zwickau             | Ludwigsparkstadion        | 7 de mayo | 14:00     |
| Wurzburgo Kickers    | 1 - 2 | Hallescher          | Flyeralarm-Arena          | 8 de mayo | 13:00     |
| Viktoria Colonia     | 2 - 0 | Kaiserslautern      | Sportpark Höhenberg       | 8 de mayo | 14:00     |
| Türkgücü Múnich      | -     | Viktoria Berlín     | Cancelado                 | Cancelado | Cancelado |

| Friburgo II         | 1 - 1 | Saarbrücken          | Dreisamstadion                  | 14 de mayo | 13:30     |
| Verl                | 1 - 1 | Duisburgo            | FRIMO Stadion                   | 14 de mayo | 13:30     |
| Zwickau             | 7 - 0 | Wurzburgo Kickers    | GGZ-Arena                       | 14 de mayo | 13:30     |
| Hallescher          | 1 - 1 | Wehen Wiesbaden      | Erdgas Sportpark                | 14 de mayo | 13:30     |
| Waldhof Mannheim    | 7 - 0 | Havelse              | Carl-Benz-Stadion               | 14 de mayo | 13:30     |
| 1860 Múnich         | 6 - 3 | Borussia Dortmund II | Grünwalder Stadion              | 14 de mayo | 13:30     |
| Eintracht Brunswick | 0 - 1 | Viktoria Colonia     | Eintracht-Stadion               | 14 de mayo | 13:30     |
| Viktoria Berlín     | 3 - 4 | Meppen               | Friedrich-Ludwig-Jahn-Sportpark | 14 de mayo | 13:30     |
| Osnabrück           | 1 - 5 | Magdeburgo           | Bremer Brücke                   | 14 de mayo | 13:30     |
| Kaiserslautern      | -     | Türkgücü Múnich      | Cancelado                       | Cancelado  | Cancelado |

### Campeón
|                                                       |
|                                                       |
| Magdeburgo 2.° título Ascendió a la 2. Bundesliga     |
| También ascendió Eintracht Brunswick como subcampeón. |

## Play-off de ascenso
Los horarios corresponden al huso horario de Alemania (Hora central europea): UTC+2 en horario de verano.
| Ida; 20 de mayo de 2022 | Kaiserslautern | 0:0                           | Dinamo Dresde | Fritz-Walter-Stadion, Kaiserslautern                    |                                                         |
| 20:30                   |                | DFB Reporte Soccerway Reporte |               | Asistencia: 46 179 espectadores Árbitro(s): Felix Brych | Asistencia: 46 179 espectadores Árbitro(s): Felix Brych |

| Vuelta; 24 de mayo de 2022 | Dinamo Dresde | 0:2 (0:0)                     | Kaiserslautern              | Rudolf-Harbig-Stadion, Dresde                              |                                                            |
| 20:30                      |               | DFB Reporte Soccerway Reporte | Hanslik 59' · Hercher 90+2' | Asistencia: 30 530 espectadores Árbitro(s): Daniel Siebert | Asistencia: 30 530 espectadores Árbitro(s): Daniel Siebert |

- Kaiserslautern ganó en el resultado global con un marcador de 2-0, por tanto logró el ascenso a la 2. Bundesliga para la siguiente temporada.

## Estadísticas
| Jugador              | Equipo               | Goles | Partidos | Media | Penalti |
| -------------------- | -------------------- | ----- | -------- | ----- | ------- |
| Marcel Bär           | TSV 1860 Múnich      | 21    | 37       | 0.57  | 2       |
| Barış Atik           | 1. FC Magdeburgo     | 19    | 35       | 0.54  | 5       |
| Terrence Boyd        | 1. FC Kaiserslautern | 16    | 30       | 0.53  | 1       |
| Håkan Gustaf Nilsson | SV Wehen Wiesbaden   | 14    | 30       | 0.47  | 5       |
| Luka Tankulić        | SV Meppen            | 14    | 36       | 0.39  | 4       |
| Michael Eberwein     | Hallescher           | 13    | 35       | 0.37  | 1       |
| Lion Lauberbach      | Eintracht Brunswick  | 12    | 32       | 0.38  | 0       |
| Luca Schuler         | 1. FC Magdeburgo     | 12    | 32       | 0.38  | 0       |
| Orhan Ademi          | MSV Duisburgo        | 12    | 37       | 0.32  | 1       |
| Dominic Baumann      | FSV Zwickau          | 11    | 31       | 0.35  | 0       |

| Jugador             | Equipo               | Asistencias | Partidos | Promedio |
| ------------------- | -------------------- | ----------- | -------- | -------- |
| Barış Atik          | 1. FC Magdeburgo     | 17          | 35       | 0.49     |
| Aaron Opoku-Tiawiah | VfL Osnabrück        | 13          | 32       | 0.41     |
| Kasim Rabihić       | SC Verl              | 12          | 32       | 0.38     |
| Stefan Lex          | TSV 1860 Múnich      | 12          | 36       | 0.33     |
| Patrick Göbel       | FSV Zwickau          | 9           | 32       | 0.28     |
| Marc Heider         | VfL Osnabrück        | 9           | 35       | 0.26     |
| Philipp Hercher     | 1. FC Kaiserslautern | 9           | 34       | 0.26     |
| David Peter Kopacz  | Würzburger Kickers   | 9           | 34       | 0.26     |
| Niklas Kreuzer      | Hallescher           | 9           | 35       | 0.26     |
| Markus Ballmert     | SV Meppen            | 8           | 33       | 0.24     |

| Jugador               | Equipo               | Amonestaciones | Partidos |
| --------------------- | -------------------- | -------------- | -------- |
| Boris Tomiak          | 1. FC Kaiserslautern | 13             | 35       |
| Dominik Ernst         | F. C. Saarbrücken    | 12             | 32       |
| Niklas Landgraf       | Hallescher           | 11             | 32       |
| Niklas Kreuzer        | Hallescher           | 11             | 35       |
| Antonios Papadopoulos | Borussia Dortmund II | 11             | 26       |
| Tom Baack             | SC Verl              | 11             | 31       |

| Jugador               | Equipo               | Expulsiones | Partidos |
| --------------------- | -------------------- | ----------- | -------- |
| Richmond Tachie       | Borussia Dortmund II | 2           | 33       |
| Lennard Maloney       | Borussia Dortmund II | 2           | 27       |
| Emanuel Taffertshofer | SV Wehen Wiesbaden   | 2           | 27       |